# EPO-dopning

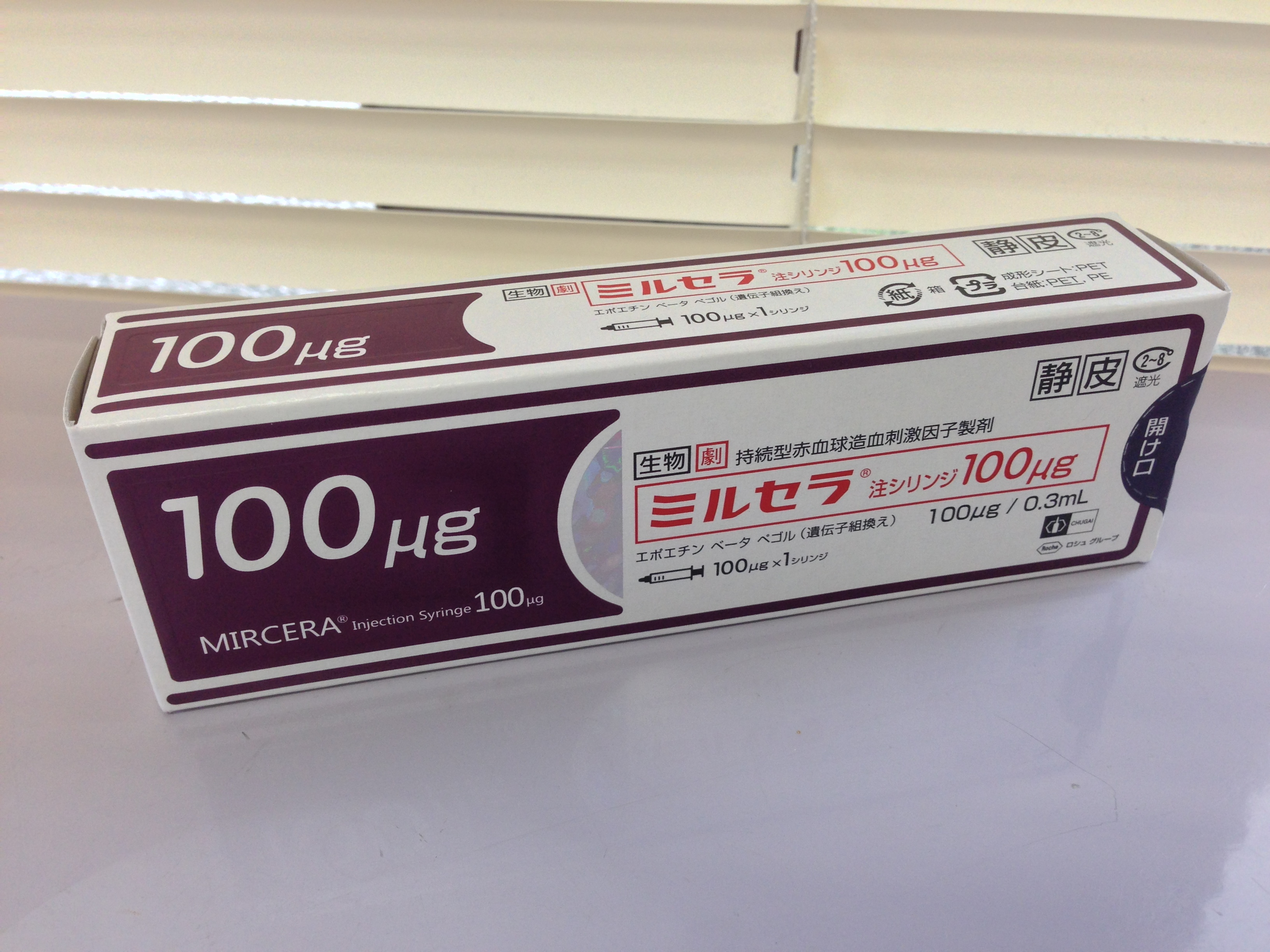

EPO-dopning är en av de vanligaste formerna av bloddopning inom fysiska uthållighetsidrotter. EPO (erytropoetin) är ett hormon som hjälper kroppen att producera fler röda blodkroppar, som i sin tur transporterar syre och koldioxid i blodet. Fler blodkroppar i blodet gör att syretransporten till bland annat musklerna ökar, vilket bidrar till ökad fysisk prestation under tidsperioder beroende av syre (se anaerob och aerob). EPO leder också till ökad produktion av testosteron, jämför anabola steroider.
EPO-dopning innebär att man injicerar EPO i blodbanan inför t.ex. en tävling för att på så sätt öka antalet röda blodkroppar och blodets gastransporterande förmåga. Fysiologiskt är det besläktat med höghöjdsträning där den lägre syrehalten i luften på hög höjd leder till en syrebrist som på ett fysiologiskt sätt stimulerar kroppens egen produktion av EPO. Genom dopningen ökar framför allt uthålligheten. Risken är dock att blodet, på grund av ett ökat antal röda blodkroppar, blir mer trögflytande och därmed löper en ökad risk att bilda blodproppar. Eftersom EPO är ett kroppseget hormon kan det vara svårt att spåra, även om det idag finns metoder för att göra det. 
Ett känt fall av EPO-dopning är den tysk-spanske skidåkaren Johann Mühlegg i OS 2002 i Salt Lake City. 
Ett känt svenskt fall är cyklisten Niklas Axelsson som 2001 åkte fast för doping och återigen år 2010 blev fälld för EPO-dopning ytterligare en gång. Ett annat känt fall är Lance Armstrong.